# Rajon Lepel

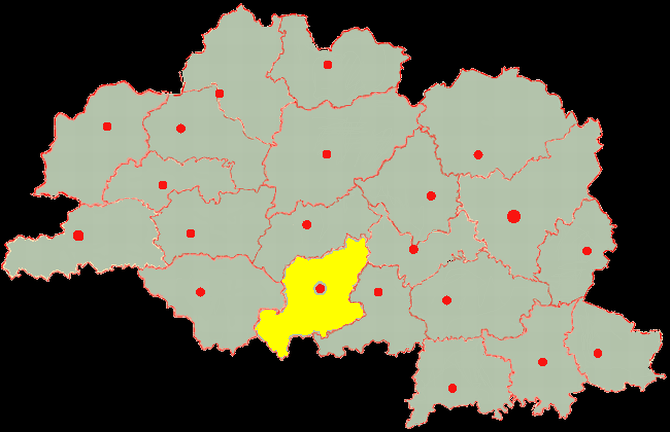
Rajon Lepel, Karte

Der Rajon Lepel (belarussisch Лепельскі раён, russisch Лепельский район) ist eine Verwaltungseinheit im Südwesten der Wizebskaja Woblasz in Belarus mit dem administrativen Zentrum in der Stadt Lepel. Der Rajon hat eine Fläche von 1800 km² und umfasst 238 Ortschaften.

## Geschichte
Der Rajon Lepel wurde in seinen heutigen Grenzen am 17. Juli 1924 gebildet.

## Geographie
Der Rajon Lepel befindet sich im südwestlichen Teil der Wizebskaja Woblasz. Die Nachbarrajone in der Wizebskaja Woblasz sind im Westen Dokschyzy, im Norden Uschatschy, im Nordosten Beschankowitschy und im Südosten Tschaschniki.
In der Region liegen 136 Seen.